# Національна галерея Же де Пом
Національна галерея Же де Пом (фр. Galerie nationale du Jeu de Paume, від Jeu de Paume — французька гра в м'яч) — галерея сучасного мистецтва, художньої фотографії, відеомистецтва, експериментального й документального кіно заснована в Парижі в 1909 році. Розташована в саду Тюїльрі (I округ Парижа).

## Історія
Будівля споруджена в 1861 році за Наполеона III для курсів з Jeu de Paume, гри, близької до сучасного тенісу. Споруда повторює за своєю архітектурою Музей Оранжері, розташований навпроти.
З 1909 року приміщення використовують для мистецьких виставок. Під час німецької окупації під час Другій світовій війні тут був склад конфіскованих у євреїв творів мистецтва. До 1986 року, коли відкрився музей д'Орсе, саме тут зберігалися твори імпресіоністів. З 1990 року — музей сучасного мистецтва. З 2004 року — музей мистецтва фотографії, відео, експериментального та документального кіно.